# Louis-Jules Arrigon
Louis-Jules Arrigon (né le 4 décembre 1876 à Poitiers et mort le 19 septembre 1960 à Paris) est un journaliste et historien français.
Il épouse en 1919 la romancière Magdeleine du Genestoux. Arrigon collabore à la Revue des deux Mondes.

## Publications
- Les Industriels français et la guerre, 1917
- La Jeune captive : Aimée de Coigny, duchesse de Fleury, et la société de son temps, 1769-1820, Alphonse Lemerre éd., 1921
- Les débuts littéraires d'Honoré de Balzac (d'après des documents nouveaux et inédits), Librairie académique Perrin, 1924, prix Marcelin Guérin de l'Académie française en 1925
- Les Années romantiques de Balzac (d'après des documents nouveaux et inédits), Librairie académique Perrin, 1927
- Balzac et la "contessa", Ed. des Portiques, 1932
- Une amie de Talleyrand, la duchesse de Courlande (1761-1821), Flammarion, 1946